# Blocco di Opposizione
Il Blocco di Opposizione (in ucraino Опозиційний блок, Opozycijnyj Blok) è stato un partito politico ucraino di orientamento filo-russo costituitosi nel 2014 dalla disgregazione del Partito delle Regioni.
Succedeva giuridicamente al partito «Legge e Ordine» (Закон і порядок), fondato nel 2010; nel marzo 2022, in seguito all'invasione russa dell'Ucraina, è stato messo al bando insieme ad altre dieci forze politiche.

## Storia
In occasione delle elezioni parlamentari del 2014, indette dopo le proteste di Euromaidan e la destituzione del presidente Viktor Janukovyč, il partito dette vita ad una coalizione elettorale con altri sei soggetti politici:
- Partito dello Sviluppo dell'Ucraina (Партія розвитку України);
- Ucraina - Avanti!;
- Unione Panucraina "Centro";
- Partito della Neutralità Statale d'Ucraina (Партія державного нейтралітету України);
- Nuova Politica (Нова політика);
- Ucraina del Lavoro (Трудова Україна).

Il Blocco, guidato da Jurij Bojko, risultò la quarta forza politica del Paese, ottenendo il 9,43% dei voti e 29 seggi; alla Verchovna Rada costituì un gruppo parlamentare di 40 deputati, al quale aderirono anche due rappresentanti del Partito delle Regioni eletti come indipendenti nei collegi uninominali.
Nel maggio 2016 l'Unione Panucraina "Centro" di Vadim Rabinovič e Jevhenij Murajev abbandonò l'alleanza e assunse il nome «Per la Vita» (За життя).
Il 9 novembre 2018 Bojko annunciò un accordo con tale formazione per costituire un nuovo soggetto politico, Piattaforma di Opposizione - Per la Vita; una componente del Blocco sostenne tuttavia che si trattasse di un'iniziativa personale di Bojko, successivamente espulso dal gruppo parlamentare. Mentre il Partito dello Sviluppo dell'Ucraina aderì al nuovo cartello, gli esponenti del Blocco contrari alla scelta di Bojko convocarono per il 17 novembre un congresso straordinario, ma questo fu dichiarato illegittimo da un tribunale amministrativo.

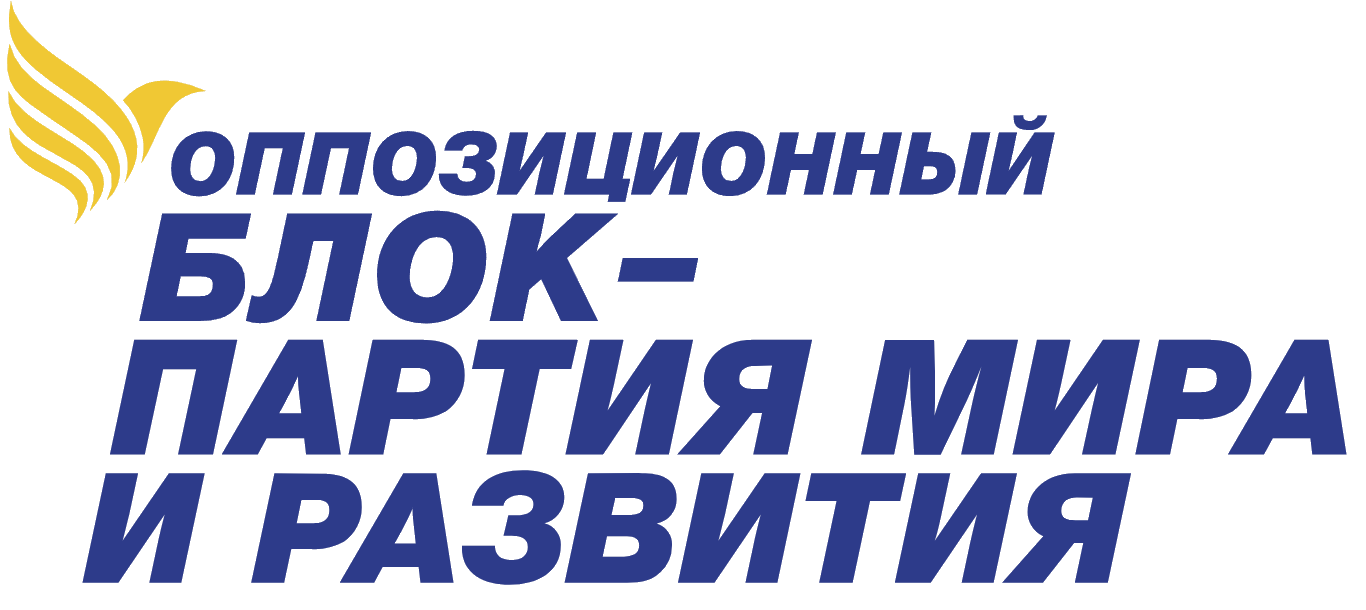
Logo del Blocco d'Opposizione - Partito per la Pace e lo Sviluppo

Per far fronte alla decisione giudiziaria, fu raggiunto un accordo con una formazione politica minore, il «Partito Industriale» (Індустріальна партія), che avrebbe assunto la denominazione di «Blocco di Opposizione - Partito della Pace e dello Sviluppo» (Опозиційний блок - Партія миру і розвитку). Al nuovo raggruppamento aderirono tre forze politiche: Naši (Наші), formazione guidata da Murajev dopo la rottura con Rabinovič; Fiducia nelle Azioni (Довіряй ділам), fondata dal sindaco di Odessa Gennadij Truchanov; Rinascita (Відродження), dell'ex ministro Viktor Bondar.
Alle elezioni presidenziali del 2019 l'alleanza sostenne la candidatura di Oleksandr Vilkul, che ottenne il 4,15% dei suffragi (a fronte dell'11,68% di Bojko), mentre alle parlamentari del 2019 si fermò al 3,03%, conseguendo 6 seggi.

## Risultati elettorali
| Elezione          | Voti      | %    | Seggi    |
| ----------------- | --------- | ---- | -------- |
| Parlamentari 2014 | 1.486.203 | 9,43 | 29 / 450 |
| Parlamentari 2019 | 443.195   | 3,03 | 6 / 450  |